# Lefa
Lefa, de son vrai nom Karim Fall, né le 28 novembre 1985 à Paris, est un rappeur et chanteur français d’origine franco-sénégalaise. Il est un des fondateurs et membre du groupe de rappeurs parisiens Sexion d'assaut.
Absent depuis 2012, Lefa revient en juin 2015 et sort son premier album solo, Monsieur Fall, le 29 janvier 2016, qui est certifié disque d'or quelques mois après sa sortie. Il sort ensuite une mixtape gratuite intitulée TMCP (tu m'connais pas), le 23 septembre, qui est suivie, un an après, par son deuxième album solo, Visionnaire, le 22 septembre 2017. Le 6 avril 2018, Lefa divulgue son troisième album solo intitulé 3 du mat, certifié disque d'or. Le 24 avril 2019, il dévoile l'EP Next album est dans mon phone puis l'album Fame, sorti le 18 octobre 2019, suivi de sa réédition, Famous. Le 2 avril 2021, il sort un album surprise, D M N R (Démineur) et dévoile la deuxième partie, Code pin le 9 juillet 2021. Le 31 août 2021, le titre Bitch extrait de l'album Fame en collaboration avec Vald est certifié single de diamant par Syndicat national de l'édition phonographique (SNEP).

## Biographie

### Jeunesse
Né d'un père sénégalais musicien de jazz, Cheikh Tidiane Fall et d'une mère française chorégraphe et art-thérapeute, Christiane de Rougemont, il grandit rue des Abbesses à Paris dans le 18e arrondissement. Durant son adolescence il pratique la danse, plus particulièrement le break dance[réf. nécessaire].
Avant de fonder la Sexion d'Assaut, il fait partie d'un autre groupe nommé Assonance avec Maska, Lio Petrodollars et Barack Adama.

### Période Sexion d'Assaut (2002–2012)

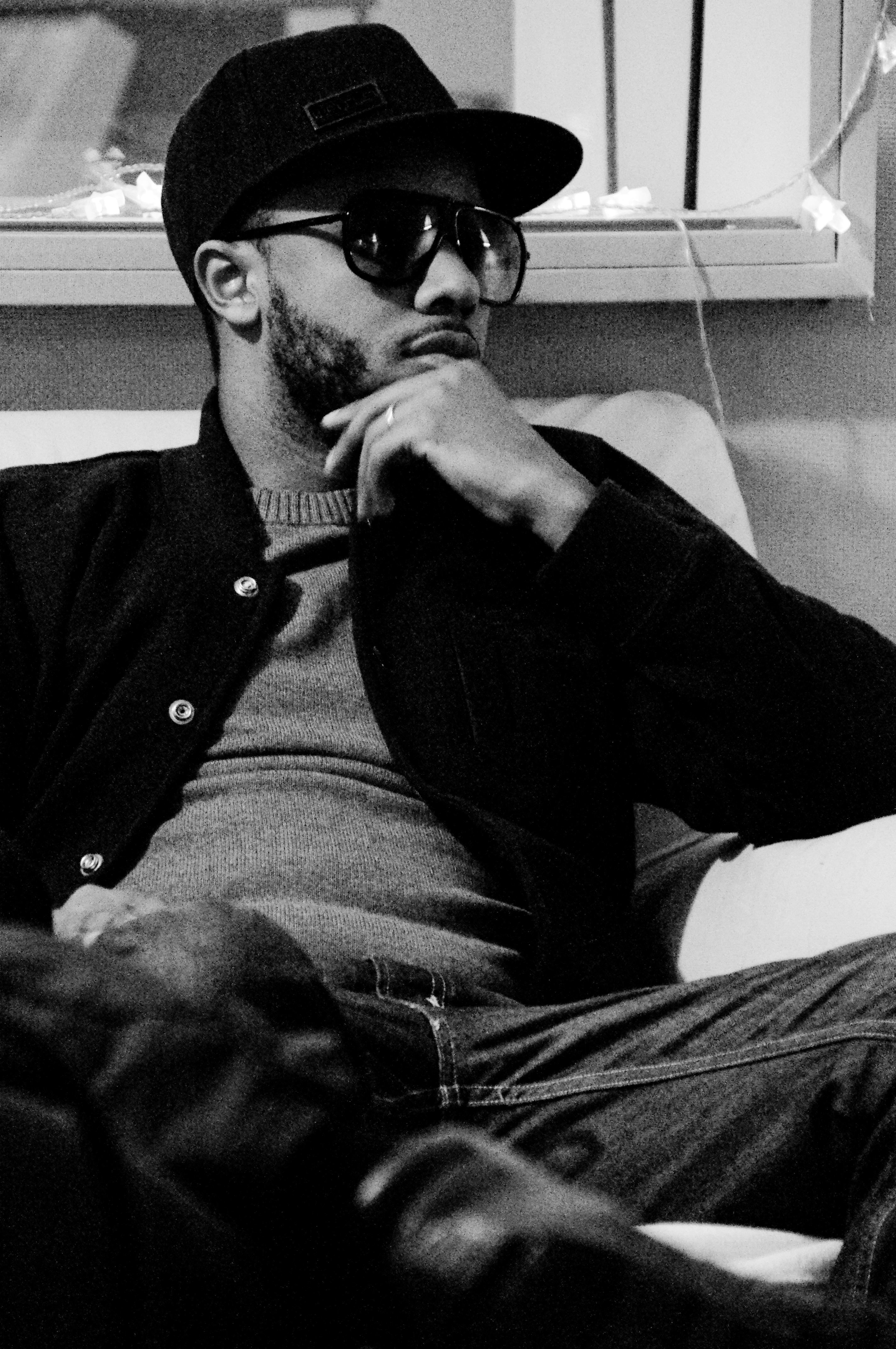
Lefa avec la Sexion d'Assaut en 2012

Lefa fait partie des tout premiers membres de la Sexion d'assaut, dont il est d'ailleurs l'un des fondateurs. C'est Maître Gims qui le baptisa Lefa (verlan de Fall). Il est le membre ayant tenu des propos homophobes au cours d'une interview en juin 2010, ce qui choque et jette la suspicion sur tout le groupe,. Le groupe déclare alors « ne pas connaître le sens du mot "homophobe" ». À la suite de la polémique, le groupe multiplie les mea culpas et œuvre pour des associations militantes anti-homophobie. Le groupe publie en mars 2012 l'album studio intitulé L'Apogée. C'est le dernier album dans lequel Lefa apparaît avec le groupe. Après cela, il part avec sa famille vivre au Maroc.

### Absence etMonsieur Fall(2012–2016)
Pendant l'année 2012, Lefa n'apparaît plus sur scène avec les autres membres du collectif, le groupe le dit « en pause musicale » pour se consacrer à sa vie personnelle, mais promet un retour prochainement. Fin mars 2013, Maître Gims annonce un éventuel retour de Lefa dans la Sexion d'Assaut lors de la tournée 2013. Ce dernier confie dans une interview qu'il expliquerait dans son autobiographie, sortie en 2015, ce mystérieux départ : « J’ai dit que j’allais expliquer pourquoi il s’est absenté. C’est un amoureux de la musique bien qu’il ait décidé de prendre du recul. Ça a toujours été un gars comme ça Lefa. Il a souvent arrêté, repris, arrêté. Là, il est dans sa période où il a arrêté, il est posé avec sa famille. Il s’était arrangé comme ça. Mais, par respect pour tous les fans qui nous suivent, on n’en a pas parlé ouvertement, on n’a pas fait de truc officiel. Je pense que c’est mieux d’expliquer ça dans un livre. »
Le 5 juin 2015, dans Planète Rap sur la radio Skyrock, Le chanteur Black M présente un enregistrement « surprise » auquel participe Lefa sur l'extrait intitulé Intro ; cependant, Black M reste évasif quant à un éventuel retour et déclare que le public va devoir se préparer à un événement musical provenant de Lefa qui surviendra dans les jours. Le 22 juillet 2015, Lefa apparaît sur le titre Longue vie en featuring avec Maître Gims, le quatrième extrait de l'album de ce dernier, Mon cœur avait raison. Le 18 septembre 2015, Lefa publie un deuxième extrait Quelques minutes. Le 16 octobre 2015, il dévoile son troisième single Masterchef. 
Il publie son premier album solo, intitulé Monsieur Fall, le 29 janvier 2016, qui s'écoule à 10 800 exemplaires lors de sa première semaine d'exploitation,. Le 16 mars 2016, il poste un nouveau clip, mais cette fois un featuring, il s'agit du titre: Dernier arrêt. Un mois après, le 16 avril 2016, sort le clip de Rappelle-la. Lefa publie le 27 juin 2016 le clip de Reste branché avec la Sexion d'Assaut, le deuxième featuring de son album. Un mois après, sort le 29 juillet le clip de Grandi trop vite. L'album est certifié disque d'or.
En 2016, Dawala, créateur du label Wati B, confirme le retour du groupe en 2017, mais il n'en sera rien.

### #TMCP et Visionnaire(2016–2017)
Quelques mois après la sortie de Monsieur Fall, l'album est certifié disque d'or. Le 23 septembre 2016, Lefa sort sa première mixtape intitulée #TMCP dont tous les morceaux sont clippés (On est en guerre, Kiss Me, Ça va mal terminer...). Durant toute l'année 2017, il présente plusieurs singles associés à des clips en prévision de son 2e album. Ainsi, le rappeur dévoile Visionnaire le 3 février 2017, Sang froid le 6 mars (et clippé le 27 mars 2017), Popstar le 5 mai 2017, Rouler en featuring avec S.Pri Noir le 30 juin 2017, puis enfin Bi Chwiya le 18 août.
Le 14 août 2017, Lefa annonce officiellement la sortie de son deuxième album solo intitulé Visionnaire, disponible un peu plus d'un mois après, le 22 septembre 2017[réf. nécessaire]. Entre fin août et début septembre, Lefa balance une série de mini freestyles avoisinant 1 minute de durée, afin de promouvoir encore un peu plus son album, dont la sortie est précédée du single Chaud (le 13 septembre 2017). Le 22 septembre, c'est le jour J : après sept mois et demi de communication sur des morceaux ayant moins fonctionné sur YouTube et en radio que les extraits de Monsieur Fall, le fameux et tant attendu Visionnaire se dévoile enfin[réf. nécessaire]. Un mois après la sortie de Visionnaire Lefa sort le clip de Solitaire (Le 27 octobre 2017). En octobre il annonce officiellement un concert a Paris a La Maroquinerie le 14 décembre 2017. Lors du concert, la Sexion D'assaut est réunie au complet, compte aussi sur la présence notamment de H Magnum, Dadju et Franglish. Le 11 janvier 2018, après une longue année 2017, il sort le clip de Fais Le qui réunit les meilleurs moments de Lefa filmés durant cette longue année (Telle que son voyage a Londres, Le concert a Paris, les semaines de répétition, les séances d'enregistrement, etc.).

### 3 du mat(2018)
À peine quelques mois après la sortie de Visionnaire, Lefa commence à sortir des vidéos sur ses réseaux sociaux : le 24 février 01:00:00, ensuite quelques jours près 02:00:00, ensuite sort 03:00:00, annonçant son nouvel album 3 du mat. Le 7 mars sort le premier single CDM, avec un clip. Le 23 mars sort le morceau Potentiel en collaboration avec Orelsan, dont le clip sort une semaine après. Le 6 avril sort l'album 3 du mat. En une semaine il vend 5 704 exemplaires. Plus tard le 30 avril , Lefa revient en playlist des radios telles que Skyrock ,Générations... Avec le morceau Paradise en collaboration avec Lomepal (produit par MKL) dont le clip sortira quelques semaines après (le 21 mai 2018) et cumulera plus d'1 Million de vues en 1 semaine (5 millions de vues 1 mois après). Le featuring a un gros succès puisqu'il est certifié single d'or en octobre puis enfin single de diamant.
Le 19 octobre il sort le clip de J'me Téléporte avec Dadju et S.Pri Noir qui cumulera plus de 250 000 vues en 1 jour et 1 million en 1 semaine. L'album est certifié disque d'or par le SNEP le 15 juin 2020 avec plus de 50000 ventes.

### Next album est dans mon phone,Fame/Famous(2019–2020)
En 2019, Lefa quitte le label Wati B mais reste cependant sur le site. Il crée alors son propre label "2L Music" et sort par surprise son EP Next album est dans mon phone, le 24 avril.
Le 26 juin, il lance son nouveau single Fame, premier extrait de son quatrième album solo, puis le second extrait Bitch en featuring avec le rappeur Vald qui rencontrera un énorme succès et qui entrera en playlist sur de nombreuses radios un an après Paradise. Le 27 septembre, un teaser annonce la sortie officielle de son nouvel album Fame à paraître le 18 octobre 2019. La vidéo dévoile les featuring avec Dosseh, Caballero & JeanJass, Tayc, Megaski ou encore Abou Tall. Le 10 octobre, le morceau Bitch sera certifié single d'or seulement 3 mois après sa sortie. Le 16 octobre, 2 jours avant la sortie de l'album, il sort le court métrage de Mauvais qui sera le troisième et dernier extrait de Fame avant sa sortie. Le morceau fait 300 000 vues le premier jour. L'album s'écoule à 6 200 exemplaires la première semaine. Il affirme dans le morceau Spécial avec Dosseh que les clips coûtent trop cher et ils décident donc de remplacer ceux-ci par des lives (Comme Pause, Maniaque ou Château de Versailles). Il sort plus tard le clip de Spécial suivi du clip de T’y arrivais pas.
Le 10 juillet 2020, Lefa sort Famous, réédition de Fame. L'album s'écoule à 6 049 unités dont 1 039 physique lors de la première semaine[réf. nécessaire].
Le clip Smile en collaboration avec SCH sort le soir même de la sortie de l'album,.
Le 31 août 2021, le titre Bitch avec Vald est certifié single de diamant.

### D M N R,Code pin,Fall Season(2021)
Le mercredi 31 mars 2021, Lefa annonce sur ses réseaux la sortie d'un album surprise intitulé D M N R (Démineur) avec un teaser poignant dans lequel on l'entend kicker sur de la drill.
Le 2 avril 2021, sort l'album D M N R, un jour seulement après l'avoir annoncé via Twitter. Plusieurs invités apparaissent sur l'album tels que Kalash Criminel et Roshi.
Une suite de D M N R, intitulée Code pin, est prévue pour le 9 juillet,, avec pour seul featuring un titre avec Tayc.
Le 7 octobre, soit un jour avant la sortie de l'EP Fall Season, il dévoile Mentor accompagné d'un clip dans lequel apparaissent Sexion d'assaut, MKL, Seysey, BlackDoe, YoungK, Nyadjiko, James Do It, DjNass212, Maël, Gregory Lebreton, Amos Bosse, Titaï, Abou Tall et Inso Le Véritable.

### Démineuret fin de carrière (2022–2023)
Le 11 février 2022, Lefa annonce la sortie de son dernier album Démineur avec le morceau Mise à jour qui atteindra le million de vues 4 jours après sa sortie. Une semaine après sa sortie, Démineur cumule 4 270 ventes qui s'ajoutent à son album précédent D M N R. Le 27 mars 2022, Lefa sort son dernier clip Métaverse.
En janvier 2023, Lefa supprime son compte de ses différents réseaux sociaux, certains internautes disent qu'il arrête sa carrière musicale pour se consacrer à la religion. Plus tard, il dit seulement vouloir faire une pause en partageant un communiqué sur Twitter.
Le 10 octobre 2024, il annonce la fin de sa carrière.

## Discographie

### Albums studio
- 2016 : Monsieur Fall
- 2017 : Visionnaire
- 2018 : 3 du mat
- 2019 : Fame
- 2021 : D M N R
- 2022 : Démineur

### Albums collaboratifs
- 2006 : La Terre du Milieu (avec Sexion d'assaut/le 3e Prototype) (Mixtape)
- 2008 : Le Renouveau (avec Sexion d'assaut/3e Prototype) (Street album)
- 2009 : Les Chroniques du 75 -  Vol. 1 (avec Sexion d'assaut) (Mixtape)
- 2009 : L'Écrasement de tête (avec Sexion d'assaut) (Street album)
- 2010 : L'École des points vitaux (avec Sexion d'assaut) (Album)
- 2011 : Les Chroniques du 75 - Vol. 2 (avec Sexion d'assaut) (Mixtape)
- 2012 : L'Apogée (avec Sexion d'assaut) (Album)

### Singles
- 2015 : Intro
- 2015 : Quelques minutes
- 2015 : Masterchef
- 2015 : 20 Ans
- 2015 : TMCP #1 - Fierté
- 2016 : TMCP #2 - Bête Noire
- 2016 : TMCP #3 - Professionnel
- 2016 : TMCP #4 - Y a pas match
- 2016 : TMCP #5 - Ça va mal terminer
- 2016 : En Terrasse
- 2016 : Grandi trop vite
- 2016 : Dernier arrêt (feat. Dadju et Abou Debeing)
- 2016 : Reste branché (feat. Sexion d'assaut)
- 2016 : Rappelle-là
- 2016 : TMCP #6 - Entraînement
- 2016 : TMCP #7 - Kiss me
- 2016 : TMCP #8 - Periph (feat. Franglish et le Nine)
- 2016 : TMCP #9 - On est en guerre (feat. Dry)
- 2016 : TMCP #10 - Sac à dos
- 2017 : Visionnaire
- 2017 : Sang-froid
- 2017 : Popstar
- 2017 : Rouler (feat. S.Pri Noir)
- 2017 : Bi Chwiya
- 2017 : Chaud
- 2017 : Fais-le
- 2017 : Touché
- 2017 : Béton
- 2017 : Gucci Love (feat. Jr O Crom)
- 2017 : Baie vitrée
- 2017 : A.M.C.
- 2017 : Solitaire
- 2017 : Garantie (feat. Barack Adama)
- 2017 : Où est ma place
- 2017 : Cœur de pierre
- 2017 : Bombe à retardement
- 2018 : CDM
- 2018 : Potentiel (feat. Orelsan)
- 2018 : Maux de tête
- 2018 : Santé
- 2018 : 01h00
- 2018 : Motel
- 2018 : Sombre
- 2018 : 02h00
- 2018 : Balle au pied (feat. Sneazzy)
- 2018 : J'me téléporte (feat. Dadju et S.Pri Noir)
- 2018 : 03h00
- 2018 : Montana
- 2018 : Insomnie (feat. Abou Tall)
- 2018 : Paradise (feat. Lomepal)  Diamant
- 2018 : Seul
- 2019 : Remise en forme
- 2019 : Coup de bouteille
- 2019 : Y'a R
- 2019 : Derniers réglages
- 2019 : Rêves de môme
- 2019 : Fame
- 2019 : Bitch (feat. Vald)  Diamant
- 2019 : Nouveau maillot
- 2019 : Pause
- 2019 : Sors de ma tête
- 2019 : Course poursuite
- 2019 : Megazord (feat. Megaski)
- 2019 : O&S (feat. Caballero et JeanJass)
- 2019 : Château de Versailles
- 2019 : Trip (feat. Tayc)
- 2019 : Sous la pleine lune (par Abou Tall)
- 2019 : T'y arrivais pas
- 2019 : Spécial (feat. Dosseh)
- 2019 : Maniaque
- 2019 : Mauvais
- 2019 : Batman
- 2020 : Incassable (feat. Leto)
- 2020 : Anonymat
- 2020 : Solitude
- 2020 : Smile (feat. SCH)
- 2020 : Top Boy (feat. Bosh)
- 2020 : 230 (feat. PLK)
- 2020 : Interlude
- 2020 : Elle aime (feat. Laylow)
- 2020 : Reste avec moi
- 2020 : Hola
- 2020 : Combien de fois
- 2020 : New Level (feat. Josman)
- 2020 : Fortune
- 2021 : Chloroquine
- 2021 : Janet
- 2021 : Roddy Ricch
- 2021 : Sorry (feat. Tayc)
- 2021 : Code pin
- 2021 : Mec en or
- 2021 : Têtu
- 2021 : Ambitions
- 2021 : Penalty
- 2021 : Mentor
- 2021 : Tous mes plans
- 2021 : La quali
- 2021 : Meilleur price
- 2021 : Passionné
- 2022 : Mise à jour
- 2022 : Terrain miné

### Apparitions
2009
- Dry feat. Sexion d'assaut - Wati bonhomme (sur l'album Les Derniers seront les premiers)
- H Magnum feat. Sexion d'assaut - Paris de loin (sur le street album de H Magnum, Rafales)

2010
- P. Diddy et Dirty Money feat. Sexion d'assaut - Hello Good Morning Remix (sur la mixtape du DJ HCue, T Sourd Ou Quoi?)
- H Magnum feat. Sexion d'assaut - Ça Marche en équipe (sur la street tape Dream)

2011
- L.I.O feat. Black M, Adams, Lefa - Coton tige (sur la mixtape This Is the Remix)

2012
- Dry feat. Sexion d'assaut - Mon défaut (sur l'album Tôt ou tard)
- H Magnum feat. Sexion d'assaut - Excellent (sur la Booska-Tape Vol.1)

2013
- Dry feat. Sexion d'assaut - Fuck (sur l'album de Dry, Maintenant ou jamais)

2015
- Gims feat. Lefa - Longue vie (sur l'album de Gims, Mon cœur avait raison)

2016
- Lartiste feat. Lefa - J'arrive pas [Acte IV] (sur l'album de Lartiste, Maestro)
- DJ Hamida feat. Lefa, Barack Adama (Adama Diallo de Sexion d'assaut) - L'argent n'aime pas les gens (sur l'album de DJ Hamida, DJ Hamida Mix Party 2016)
- L.I.O Pétrodollars feat. Barack Adama, Lefa - Tellement belle (sur le prochain album de L.I.O Pétrodollars, Le 8e élément)
- Franglish feat. Lefa - Oh Yeah

2017
- Barack Adama feat. Jr O Crom, Lefa et H Magnum - Vite (sur l'album de Barack Adama, La Propagande saison 1)
- Sianna feat. Lefa - Usain Bolt (sur l'album de Sianna, Le Diamant Noir)

2018
- PLK feat. Lefa - Colis piégés (sur la mixtape Platinum)
- Dry feat. Lefa - Fallait le faire (sur l'EP De la pure pour les durs 2 vol.1)
- HGH feat. Lefa - Biffer
- Hayce Lemsi feat. Lefa - Dolce Narco (sur l'album La Haute)
- Maska feat. Lefa - Bang Bang (sur la mixtape de Maska, Préliminaires Vol.1)

2019
- Lefa - Rêves de môme (sur la B.O. du film Black Snake)
- Nej' feat. Lefa - Juste une fois (sur l'album Enchantée)
- Tayc feat. Lefa - Haut-parleur (sur l'album NYXIA. Tome III)
- Dip Doundou Guiss feat. Lefa - #Kmnd (sur l'album LNN (Loo Ñeme Ñàkk))

2020
- Nej' feat. Lefa - Juste une fois (sur l'album Enchantée)
- Sneazzy feat. Lefa - DIEU QUI ME GUIDE (sur l'album NOUVO MODE)
- Barack Adama feat. Lefa, Tayc - Mes défauts (sur l'EP Libertad, chapitre 2)
- Caballero et JeanJass feat. Lefa - Chargeur (sur l'album High et Fines Herbes)
- Didi B - Assinie (Remix) feat. H Magnum, Lefa
- S.Pri Noir feat. Lefa - Badman (sur l'album État d'esprit)
- H Magnum feat. Lefa - Petit matin (sur l'EP Obade)
- Dry feat. Lefa, Take a Mic - LDT (sur la B.O. de la série Validé)
- Abou Tall feat. Lefa - Fermer la porte (sur l'album Ghetto Chic)
- Titai feat. Lefa - 5 étoiles
- Says'z feat. Lefa - Timing (sur l'EP Jaune)

2021
- Tsew The Kid feat. Lefa - Maladroit (sur l'album AYNA)
- Maska feat. Lefa, Lord Esperanza - Voie lactée (sur l'album Étoile de Jour, Pt. 1)
- ElGrande Toto feat. Lefa - Ailleurs (sur l'album Caméléon)
- Youssoupha feat. Lefa, Dinos - Kash (sur l'album Neptune Terminus)
- Di-Meh feat. Lefa - Bleu pâle (sur l'album Mektoub)
- Dry feat. Lefa - Planqué (sur l'album Dysnomia)
- Vladimir Cauchemar feat. Lefa - Flemme (sur l'EP Brrr EP)
- DJ Quick feat. Lefa, Chily - Bye bye (sur la compil' Mal Luné Music)
- R.E.D.K. feat. Lefa - Phénoménal (sur l'album Sale d'attente)

2022
- Barack feat. Lefa - Baggy (sur l'album Black House)
- Roshi feat. Lefa - Frappe (sur l'album Larosh)

2023
- Lord Esperanza feat. Lefa -  Peu importe  (sur l'album Phoenix)
- Majinal, Lefa, Abou Tall - Catégorie

## Classements et certifications

### Albums studio
| Titre                                                              | Détails de l'album                                                           | Meilleure position | Meilleure position | Meilleure position | Meilleure position | Meilleure position | Ventes           | Certifications   |
| Titre                                                              | Détails de l'album                                                           | FRA                | WAL                | FLA                | SUI                | ROM                | Ventes           | Certifications   |
| ------------------------------------------------------------------ | ---------------------------------------------------------------------------- | ------------------ | ------------------ | ------------------ | ------------------ | ------------------ | ---------------- | ---------------- |
| Monsieur Fall                                                      | - Date de sortie : 29 janvier 2016 - Label : Wati B, Jive Epic, Sony Music   | 4                  | 10                 | 140                | 19                 | 7                  | France : 50 000  | France : Or      |
| Visionnaire                                                        | - Date de sortie : 22 septembre 2017 - Label : Wati B, Jive Epic, Sony Music | 26                 | 37                 | —                  | 27                 | —                  |                  |                  |
| 3 du mat                                                           | - Date de sortie : 6 avril 2018 - Label : Wati B, Jive Epic, Sony Music      | 14                 | 32                 | —                  | 99                 | 25                 | France : 50 000  | France : Or      |
| Fame                                                               | - Date de sortie : 18 octobre 2019 - Label : 2L Music, RCA, Sony Music       | 3                  | 8                  | 139                | 32                 | 47                 | France : 100 000 | France : Platine |
| Famous (Réédition de Fame)                                         | - Date de sortie : 10 juillet 2020 - Label : 2L Music, RCA, Sony Music       | —                  | —                  | —                  | 35                 | —                  | France : 6 000   |                  |
| D M N R                                                            | - Date de sortie : 2 avril 2021 - Label : 2L Music, RCA, Sony Music          | 24                 | 22                 | —                  | 41                 | —                  | France : 2 742   |                  |
| Démineur (suite de D M N R)                                        | - Date de sortie : 11 mars 2022 - Label : 2L Music, RCA, Sony Music          | 8                  | —                  | —                  | —                  | —                  | France : 4 270   |                  |
| « — » indique que le titre n'est pas sorti ou classé dans le pays. |                                                                              |                    |                    |                    |                    |                    |                  |                  |

### EPs
| Titre                                                              | Détails de l'album                                                    | Meilleure position | Meilleure position |
| Titre                                                              | Détails de l'album                                                    | FRA                | WAL                |
| ------------------------------------------------------------------ | --------------------------------------------------------------------- | ------------------ | ------------------ |
| Next album est dans mon phone                                      | - Date de sortie : 24 avril 2019 - Label : 2L Music, RCA, Sony Music  | —                  | —                  |
| Code pin                                                           | - Date de sortie : 9 juillet 2021 - Label : 2L Music, RCA, Sony Music | —                  | 82                 |
| Fall Season                                                        | - Date de sortie : 8 octobre 2021 - Label : 2L Music, RCA, Sony Music | 84                 | 96                 |
| « — » indique que le titre n'est pas sorti ou classé dans le pays. |                                                                       |                    |                    |

### Mixtape
| Titre | Détails de l'album                                                           |
| ----- | ---------------------------------------------------------------------------- |
| #TMCP | - Date de sortie : 23 septembre 2016 - Label : Wati B, Jive Epic, Sony Music |